# 孔晓艳
孔晓艳（1967年5月—），女，汉族，山东邹平人，中华人民共和国政治人物、第十二届、第十三届全国人民代表大会代表。

## 生平
毕业于中山大学法律系法制史专业。曾任天津滨海柜台交易市场股份公司董事长、天津产权交易中心主任、天津市人民政府国有资产监督管理委员会一级巡视员。2013年，被选为全国人大代表。2018年2月24日，当选为第十三届全国人大代表。
2022年4月，涉嫌职务犯罪，被天津省人大常委会罢免全国人民代表大会代表职务，代表资格终止。